# 시몬 제이드 매키넌
시몬 제이드 매키넌(Simmone Jade Mackinnon, 1973년 3월 19일 ~ )은 오스트레일리아의 배우이다.

## 출연 작품

### 텔레비전
- SOS 해상 구조대 (1999-2000)
- 맥클로드의 딸들 (2003-09)